# Вайсблат Нухим Янкелевич
Вайсбла́т Нухи́м Я́нкелевич  (їд. ווייסבלאט נחום Вайсбла́т Мена́хем На́хум бен Я́ков, рос. Вайсбла́т Ну́хим Я́нкелевич [Наум Яковлевич]; 2 [14] вересня 1864 р., с. Народичі Волинської губернії — 16 квітня 1925, Київ) — головний духовний рабин Києва (з 1902 р.), автор праць з Галахи. Очолював рабинський суд громади Києва.

## Біографія
Нащадок засновника хасидизму рабина Бааля Шема Това, правнук визначного кабаліста Якова Копла Лифшица з Межерічі.
Народився в селі Народичі (Волинська губернія, тепер Житомирська область).
Ще в молодому віці він прославився як «га-Ґадоль мі-Малин» («великий [мудрець] з Малина») — міста, де він жив, заснував єшиву й викладав Тору.  Він писав і публікував трактати, відповідав на галахічні питання, які надходили до нього. Був одружиний із Бертою Лерман, у шлюбі з нею мав 11 дітей.
У 1899 року — обраний духовним рабином Купецької синагоги в Києві. Незважаючи на свою ортодоксальність, був людиною багатогранною, в його квартирі на вул. Жилянській бували як рабини, так й єврейські діячі культури. Товаришував з Шолом-Алейхемом. Вайсблат допомагав жертвам погрому 1905 року. За радянської влади, в 1920-му очолив київський комітет з надання допомоги голодуючим і постраждалим від погромів.
Серед його творів — коментарі до галахічного кодексу «Шульхан арух»: «Матамім у-мааданім» («Страви та делікатеси», 1909 р.) та «Махаціт га-шекель» («Півшекеля»); пояснення до 613 заповідей «Пардес га-рімонім» («Гранатовий сад», 1897 р.); есе про етичні та релігійні питання «Алей га-ґефен» («Виноградне листя»); про закони мікви «Маїм тегорім» («Чисті води», 1906 р.) та інші.
Однак, особливо він прославився складеним ним наприкінці 1880х років «Вічним календарем».
Праці Вайсблата отримали схвалення з боку провідних знавців Тори того часу, зокрема рабина Іцхака Спектора з Ковно. Вони донині вивчаються в єшивах і перевидаються. Його книги зберігаються в бібліотеці Хабаду в Нью-Йорку та в колекції Шнеєрсона в РДБ в Москві.
Помер Нухим Вайсблат від раку шлунку 16 квітня (22 нісана — в останній день Песаха) 1925 року в Києві, був похований на Лук'янівському єврейському кладовищі. У 1963 р, перед ліквідацією кладовища, родичі перенесли могилу на міське кладовище Берківці. Довгий час могила була забута, і лише в 2017 р, правнук рабина Артур Рудзицький розшукав місце поховання.

### Нащадки
Діти:
- Володимир Вайсблат — літератор, перекладач[6]
- Йосип Вайсблат — живописець, графік та скульптор[7];
- Соломон Вайсблат — лікар-стоматолог, доктор медичних наук[8].

Онуки:
- Олександр Вайсблат — фізик;
- Любов Когосова —лікар, доктор медичних наук[9];
- Лев Дроб'язко — інженер-будівельник, кандидат технічних наук, дослідник історичної топографії Бабиного Яру.

Рідний брат Нухима Вайсблата — Мордехай Дов Вайсблат (1872-1930) був головним рабином Житомира в 1922—1930 роках.